# Ingolf (hrabia Rosenborga)
Ingolf, hrabia Rosenberg, urodzony jako Ingolf Christian Frederik Knud Harald Gorm Gustav Viggo Valdemar Aage zu Schleswig-Holstein-Sonderburg-Glücksburg, książę Danii (ur. 17 stycznia 1940, w Kopenhadze) – starszy syn księcia Knuta (1900–1976) i jego żony księżniczki Karoliny-Matyldy (1912–1995).
Jego ojciec był młodszym synem króla Christiana X (1870–1947) i królowej Aleksandry (1879–1952).
W roku 1968 Ingolf rezygnował z tytułu i praw do tronu, i 13 stycznia w Lyngby ożenił się z Inge Terney (ur. 21 stycznia 1938 – zm. 21 lipca 1996). Owdowiały Ingolf ożenił się ponownie, 7 marca 1998 w Engtved, z Sussie Hjorhøy (ur. 20 lutego 1950, w Kopenhadze). Z żadną z żon nie doczekał się potomstwa.
Ingolf, mimo utraty tytułu królewskiego, nadal uznawany jest za członka Duńskiej Rodziny Królewskiej, i zapraszany jest wraz z żoną, bratem i siostrą na królewskie uroczystości. W 2004 razem z żoną uczestniczył w ceremonii ślubnej następcy tronu – księcia Fryderyka z Mary Donaldson, która odbyła się w katedrze kopenhaskiej, oraz w przyjęciu weselny w pałacu Fredensborg. Byli również gośćmi na ślubie księcia Joachima z Marie Cavallier w roku 2008, na przyjęciu z okazji 75. urodzin księcia-małżonka Henryka w roku 2009, oraz na przyjęciu z okazji 70. urodzin królowej Małgorzaty II w roku 2010.
W 1961 roku odznaczony Orderem Słonia, w 1970 roku Medalem Wspomnieniowym 100-lecia od Narodzin Króla Chrystiana X, a w 2000 roku Medalem Wspomnieniowym Królowej Ingrid.